# 佩西讷
佩西讷（法語：Pessines，法語發音：[pesin]）是法国滨海夏朗德省的一个市镇，位于该省中部偏南，属于桑特区。

## 地理
佩西讷（45°43'44"N, 0°43'5"W）面积9.05 平方千米，位于法国新阿基坦大区滨海夏朗德省，该省份为法国西部滨海省份，北起旺代省，西临大西洋，南至吉倫特省，东南接多爾多涅省，东北接德塞夫勒省接壤，东临夏朗德省。
与佩西讷接壤的市镇（或旧市镇、城区）包括：谢尔米尼亚克、拉克利斯、吕沙、尼约勒莱桑特、桑特、瓦尔宰、雷托。

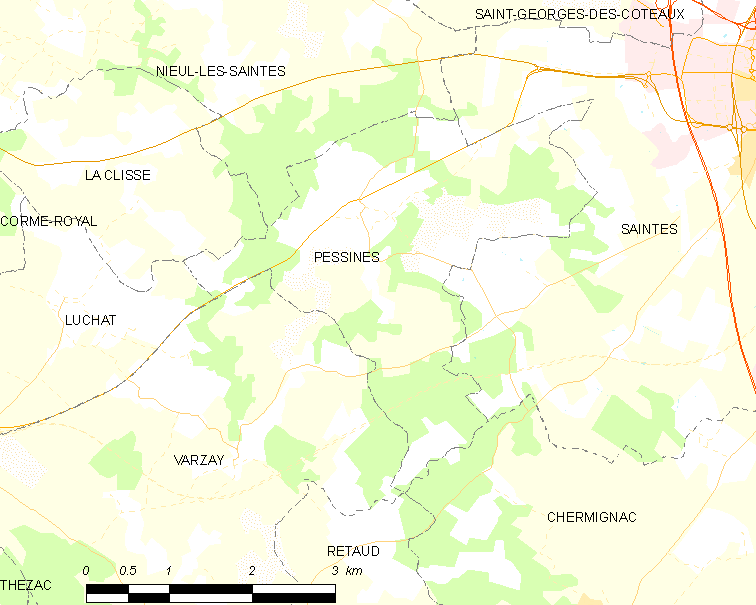
佩西讷的OSM定位图

佩西讷的时区为UTC+01:00、UTC+02:00（夏令时）。

## 行政
佩西讷的邮政编码为17810，INSEE市镇编码为17275。

## 政治
佩西讷所属的省级选区为泰纳克县。

## 人口

1962-2008年间佩西讷人口变化图示

佩西讷于2022年1月1日时的人口数量为799人。